# Constitution de mai
La Constitution de mai (en allemand, Maiverfassung) ou Constitution de 1934 (en allemand, Verfassung 1934) est le nom donné à la constitution octroyée par l’État corporatiste autrichien, qui fut proclamée par décret le 24 avril 1934 et promulguée le 1er mai 1934. Elle disparut avec Anschluss de l'Autriche en mars 1938, quand le pays fut annexé par l'Allemagne.

## Histoire
Après la prétendue « Auto-dissolution du Parlement (de) » formalisée par la loi des pleins pouvoirs du 30 avril 1934 qui déléguait les fonctions législatives au gouvernement, la constitution de 1920 (dans sa version révisée de 1929) paraissait obsolète au régime de Dollfuss qui avait déjà abandonné tout démocratisme. C'est pourquoi fut élaborée un nouveau texte constitutionnel sous la direction d'Otto Ender.
Cette constitution fut d'abord proclamée le 24 avril par décret, en vertu de la loi des pleins pouvoirs pour l'économie de guerre (de) datant de 1917. L'usage de cette loi d'exception fait que la proclamation de cette nouvelle constitution était déjà inconstitutionnelle. Il réunit ensuite par ailleurs un Conseil national croupion le 30 avril 1934 qui n'eut d'autres fonctions que de voter ce texte avec une loi des pleins pouvoirs, pour donner une apparence de démocratisme aux autres États. Pour l'occasion, les mandats des députés sociaux-démocrates ont été déclarés nuls et la plupart des députés de la Grande Allemagne se sont également abstenus de participer à la séance inconstitutionnelle.
Cette mesure a notamment été prise pour satisfaire le partenaire principal du Front patriotique de Dolfuss, la Heimwehr, qui avait pour objectif, depuis leur création, l'abolition du Parlement et exigeaient ainsi une nouvelle constitution non-parlementaire. Cependant, comme l'ont soulignés deux députés de la Grande Allemagne lors de la dernière séance du Parlement, si Dolfuss a néanmoins choisi de lui donner une apparence de légalité en convoquant un Parlement pour l'occasion, le vote ne répond pas aux exigences de la constitution de 1920, car le quorum n'est pas atteint et aucun référendum, pourtant obligatoire, n'a été organisé.

## Proclamation, structure et préambule
Si la constitution a été proclamée dès le 24 avril, elle ne fut proclamée que le 1er mai. Elle a été préparée et permise par la loi constitutionnelle fédérale du 30 avril 1934 dite des pleins pouvoirs, qui l'a incorporé dans l'inventaire constitutionnel alors en vigueur et a autorisé le gouvernement fédéral à la promulguer à nouveau sous le nom de Verfassung 1934 (traduction littérale : Constitution 1934) (Art. II). Selon cette loi, le Conseil national et le Conseil fédéral ont ensuite été dissous (Art. III). La constitution a ensuite été publiée dans le nouveau <i id="mwNg">Journal officiel fédéral de la République fédérale d'Autriche</i>, en annexe à l'annonce du gouvernement fédéral du 1er Mai 1934 qui a promulgue la Constitution de 1934. C'est pourquoi elle est appelée Constitution de mai.
La constitution est divisée en 13 titres et 182 articles. Elle est ouverte par un préambule qui est important en raison de son contenu programmatique.
Contrairement à la Constitution fédérale de 1920, selon laquelle la loi de la République émanait du peuple, la Constitution de mai 1934 fut donnée « im Namen Gottes » (traduction littérale : Au nom de Dieu), tandis que le peuple ne la « erhält » (traduction littérale : reçoit) que passivement : c’était une constitution octroyée, même si ce fait était censé être occulté par la décision du Conseil national croupion. Ainsi, l’État corporatiste – contrairement à la république qui, après l’abolition de la monarchie catholique de facto des Habsbourg en 1919, était consciemment fondée sur la séparation de l’Église et de l’État – rejetait à nouveau toute séparation d'avec le phénomène religieux.